# Stellepipona pilosissima
Stellepipona pilosissima är en stekelart som beskrevs av Giordani Soika 1987. Stellepipona pilosissima ingår i släktet Stellepipona och familjen Eumenidae. Inga underarter finns listade i Catalogue of Life.